# Organoide
Um organoide é um órgão-seminal tridimensional cultivado em laboratórios especializados em medicina regenerativa. A técnica para crescimento de organoides melhorou rapidamente desde o início da década de 2010, e foi eleita pela revista The Scientist como um dos maiores avanços científicos de 2013.

## Pesquisa
Investigadores construíram um modelo celular tridimensional da glândula exócrina próstata e utilizaram esse modelo para demonstrar que a exposição a bisfenol A (BPA) pode aumentar o risco de câncer no órgão.